# Anja Hazekamp
Anja Hazekamp (Vlagtwedde, 21 gennaio 1968) è una politica olandese.
È europarlamentare (MEP) per i Paesi Bassi dal luglio 2014. È membro del Partito per gli Animali. In precedenza è stata membro della Camera dei rappresentanti dei Paesi Bassi nel 2012 e membro degli Stati di Groninga tra il 2007 e il 2014.

## Biografia
Nata il 21 gennaio 1968 a Vlagtwedde, ha ricevuto la sua educazione primaria e secondaria a Ter Apel. Tra il 1988 e il 1989 studia per diventare insegnante di biologia a Leeuwarden. Successivamente è andata a studiare biologia all'Università di Groninga, diplomandosi nel 1995. Hazekamp ha lavorato come funzionario di pubbliche relazioni per la Società olandese per la protezione degli animali tra il 1992 e il 1997. Ha anche lavorato come dipendente scientifico per due organizzazioni legate alla fauna nel 1995-1997. È stata impiegata presso l'Università di Utrecht e l'Università di Leida come dipendente scientifico sul tema della sperimentazione sugli animali tra il 1997 e il 2000. È tornata alla Società olandese per la protezione degli animali nel 2000 e ha lavorato per cinque anni come dipendente della politica. Successivamente è stata dipendente dal Centro di riabilitazione e ricerca delle foche come dipendente della politica fino al 2009. È diventata senior policy advisor per Stichting AAP [nl], dove ha lavorato tra il 2009 e il 2014.

## Carriera politica
Hazekamp è entrato a far parte del Partito per gli Animali ed è stato eletta negli Stati di Groningen, dove ha prestato servizio tra il 15 marzo e il 25 giugno 2014. Ha sostituito Marianne Thieme nella Camera dei Rappresentanti dei Paesi Bassi tra il 24 gennaio 2012 e il 14 maggio 2012, quando Thieme era in congedo di maternità.
Hazekamp ha guidato la lista del Partito per gli Animali per le elezioni europee del 2014, il partito ha ottenuto un seggio e così è stata eletta Hazekamp. Il partito ha ricevuto il 4,2% dei voti ottenendo così il primo seggio al Parlamento europeo per il Partito per gli animali nella storia. Nelle elezioni del Parlamento europeo del 2009 il partito non è riuscito a ottenere un seggio con il 3,5% dei voti. Durante la corsa alle elezioni, Hazekamp aveva dichiarato che una crescita economica senza fine è impossibile su un pianeta finale e che quindi non dovrebbe più essere la politica dell'Unione europea.
Nel Parlamento europeo Hazekamp è membro della commissione per l'agricoltura e lo sviluppo rurale e membro della delegazione per le relazioni con il Giappone. Ha affermato che in seno alla commissione per l'agricoltura e lo sviluppo rurale desidera un ulteriore interesse per gli animali, l'ambiente e la natura.